# Färöarnas vapen

Färöarnas vapen

Färöarnas vapen föreställer en vädur på en blå sköld, redo att försvara sig. Den äldsta versionen av skölden är från 1400-talet och har hittats i Kirkjubøur. När lagtinget förbjöds 1816 slutade skölden att användas. Den återinfördes dock, först 1948, som officiell symbol; inte 1852 då lagtinget däremot återupprättades.
Vapnet ingår också som ett fält i Danmarks stora riksvapen, eftersom Färöarna ingår i det danska riket.